# Pedro Bernardo
Pedro Bernardo es un municipio y localidad española de la provincia de Ávila, en la comunidad autónoma de Castilla y León. El término municipal cuenta con una población de 758 habitantes (INE 2024). Tiene el título de villa. 

## Símbolos
El escudo heráldico y la bandera que representan al municipio fueron aprobados el 15 de enero de 2003. El escudo se blasona de la siguiente manera:

Cuadrado con las esquinas inferiores redondeadas y punta en el medio del mismo lado, está partido de arriba abajo en dos campos, según se mira de izquierda a derecha el primer campo diestro es de color azur, el segundo campo siniestro, de color sinople y a su vez, todo su perímetro está rodeado por una bordadura de color gules, limitada por una arista de oro a ambos lados que contiene la leyenda del título del pueblo «Villa de Pedro Bernardo Ávila»; en el campo diestro azur, en cantón del jefe, está situado el escudo de Castilla y León, en el flanco diestro del mismo campo, encontramos una cabra pequeña, en el cantón de la punta del mismo campo se encuentra una cara de varón y el anagrama de Pedro con lo que puede ser una cuerna. En el campo siniestro, sinople, en el cantón del jefe, está situado el escudo de Castilla y León. En el flanco siniestro del mismo campo, hay otra cabra, más grande que la anterior. En el cantón siniestro de la punta de este campo, aparece esculpida una cara de varón de mayor tamaño que la primera, y el anagrama de Bernardo. En el centro del jefe, compartiendo los campos diestro y siniestro, se encuentra la Cruz de Caravaca o Patriarcal. En el centro de la punta se encuentra una «Y». Y en la cimera una corona real.
Boletín Oficial de Castilla y León nº 27 de 10 de febrero de 2003

La descripción de la bandera es la siguiente:

Bandera rectangular de proporciones 2:3, formada por tres franjas, roja la superior, blanca central, en la que está el escudo y verde la inferior. La medida de las franjas es 1/4 2/4 1/4.
Boletín Oficial de Castilla y León nº 27 de 10 de febrero de 2003

## Geografía

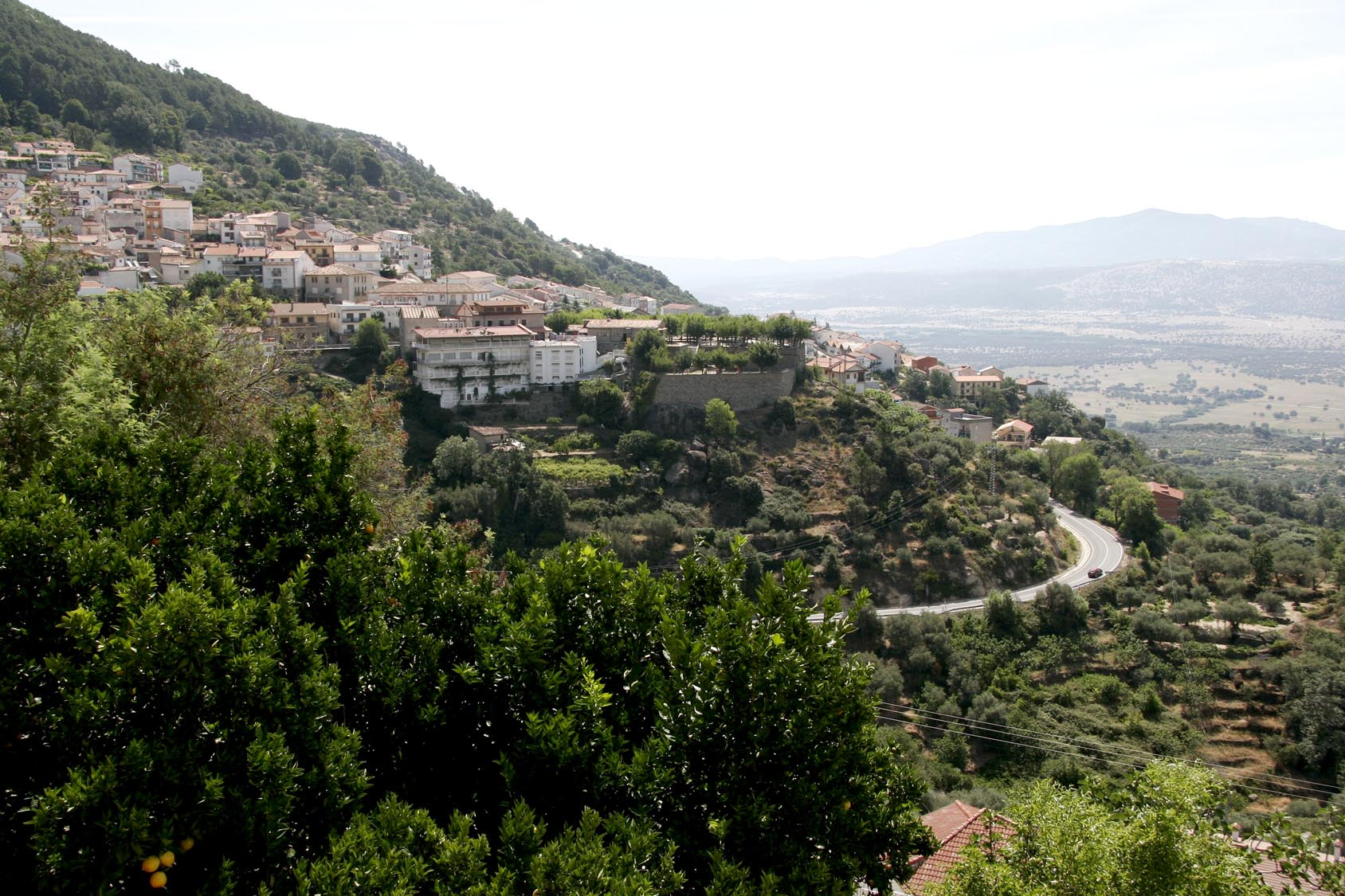
Vista parcial de Pedro Bernardo

El municipio de Pedro Bernardo (Ávila) se encuentra enclavado en el Valle del Tiétar, concretamente en la ladera sur del risco de la Sierpe, en las estribaciones del sector oriental de la sierra de Gredos. Desde esta localización se puede observar el paisaje del Valle, la Sierra de San Vicente, el valle del Tajo e incluso los Montes de Toledo. Es por esta razón por la que se le conoce como Mirador o Balcón del Tiétar.
La localidad está situada a 801 m sobre el nivel del mar y se encuentra a 9 km de Lanzahíta —que es el pueblo más cercano dentro del Valle del Tiétar—, a 30 km de Arenas de San Pedro, a 108 km de Ávila y a 125 km de Madrid.
Pedro Bernardo limita al norte con Serranillos, al este con Gavilanes, al sur con Buenaventura —cuyos términos quedan demarcados por las orillas del río Tiétar—, al suroeste con Lanzahíta y al noroeste con San Esteban del Valle.
Esta demarcación territorial data del siglo XVII, cuando Pedro Bernardo obtuvo su independencia del yugo feudal del Estado de Mombeltrán. Se conserva en la carta de villazgo la narración del deslinde y amojonamiento, que nos deja un término municipal muy similar al originario. En la década de 1990 se desligó una parte del territorio con la vecina localidad de Lanzahíta en la zona suroeste de la jurisdicción de Pedro Bernardo, por la que parte de los parajes forestales y agrícolas de Macapillo, La Llanaílla y San Juan de Lanzahíta (entre otros) pasaron a pertenecer a la jurisdicción lanzahiteña.
| Noroeste: San Esteban del Valle           | Norte: Serranillos                      | Noreste: Gavilanes                                    |
| Oeste: San Esteban del Valle y Mombeltrán |                                         | Este: Gavilanes                                       |
| Suroeste: Lanzahíta                       | Sur: Buenaventura (provincia de Toledo) | Sureste: Almendral de la Cañada (provincia de Toledo) |

Numerosos son los riscos que rodean al pueblo (Sierpe, la Vela, el Fraile, el macizo de la Abantera). En el municipio también se encuentran el mirador del puerto de Pedro Bernardo o el collado de Lagarejo; las piedras caballeras (el Canto de la Nariz y el Canto de la Tapadera); la garganta de la Eliza, su piscina natural, y la Chorrera del Hornillo (de 12 m de altura). En el extremo oriental, ya en el límite con Gavilanes, se encuentra la Chorrera Hondonera, salto de agua natural sobre el arroyo Pichón.
Altitudes
- Ayuntamiento: 806 m s. n. m.
- Risco de Miravalles: ~2100 m s. n. m.
- Garganta de La Eliza: ~400 m s. n. m.

## Historia
La existencia de monumentos megalíticos dentro del término municipal revela la presencia de asentamientos humanos en la zona en tiempos prehistóricos.
Las primeras referencias históricas al municipio se remiten al siglo XV de la mano de fray Diego de Jesús, natural de la localidad, en su obra Historia de la antigua fundación é cosas memorables del lugar de Nava la Solana. El autor se refiere al encargo que el rey Alfonso XI hizo en el siglo XIV a Gil Blázquez de reparar y repoblar aquella localidad levantada por Blasco Gimeno el Chico, siguiendo órdenes del concejo abulense en los inicios del siglo XII.
El nombre originario de la localidad que aparece en el título de la obra de Diego de Jesús, «Nava de la Solana», sería posteriormente abandonado a favor del de «Pedro Bernardo». Según parte de la doctrina, esto se habría producido a consecuencia de la conciliación entre dos importantes cabecillas de la contienda entre habitantes originarios y los más posteriores repobladores de origen leonés: Pedro Fernández y Bernardo Manso en el siglo XV. No obstante, está teoría ha sido puesta en tela de juicio por el historiador Juan Antonio Chavarría que afirma que el municipio aparece ya con el apelativo de “Pero Bernaldo" en Libro de la Montería de 1348.
La historia de Pedro Bernardo tiene un importante hito en 1679 cuando el rey Carlos II concedió al municipio el título de villa logrando sus habitantes su objetivo de independizarse administrativamente de la villa de Mombeltrán.

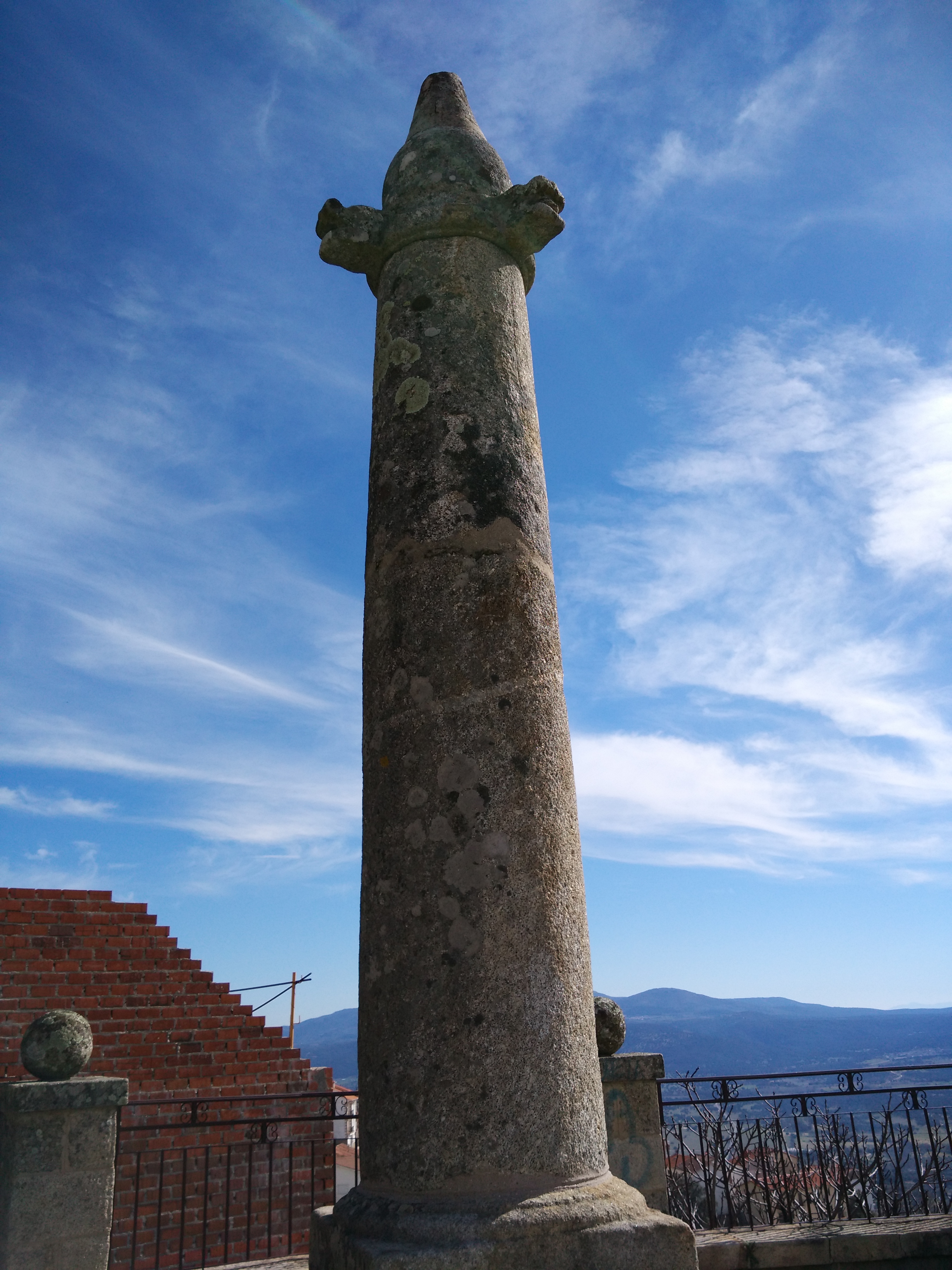
Rollo de justicia

El siglo XVII comprende uno de los períodos de mayor crecimiento demográfico, recibiendo importantes flujos migratorios. Así, atraídos por el clima y las posibilidades de desarrollo que ofrecían las riquezas de la zona, Pedro Bernardo se vio favorecido por la llegada de familias procedentes de Galicia (principalmente de la zona de Lugo y Orense), y en menor medida de comarcas limítrofes: las Tierras de Talavera, el norte de La Mancha, la Campana de Oropesa, Tierra de Guadalupe y Villuercas, o los valles extremeños de Ibores, de la Vera y del Jerte.[cita requerida] También procedían de algunos pueblos serranos de la actual provincia de Ávila. En consecuencia, el siglo XVIII es uno de los períodos de mayor auge de la economía local, ya que el crecimiento demográfico y, por ende, el urbanístico, se hicieron notar en la economía cucharera. 
Algunos barrios, como el de Los Adobes, fueron ampliados a lo largo del siglo XVIII como atestiguan la mayoría de las fechas grabadas en alguna de las piedras de las casas. También así lo apunta Juan González Robles Villanueva, que erigió la casa-curato en 1721 detrás de la iglesia parroquial y relató con gran detalle una buena descripción del estado de las distintas barriadas de la villa. Otra prueba más del auge de la economía y de la población de la villa se refleja en las fervientes actuaciones de ampliación y mejora del templo parroquial, a menudo sufragadas por los crecientes pobladores del lugar. En esta época se instalan también la mayoría de las industrias de la villa: molinos aceiteros y harineros, fábricas de paños, batanes, telares y otros artesanatos. 
Tras el aumento poblacional del siglo XVIII, venía por delante un fructífero siglo XIX, que sabría dar buen uso a la herencia de los primeros emprendedores industriales del siglo XVIII, ampliando incluso las edificaciones anteriores y creando otras nuevas, como el horno de pan que ocupa hoy una de las posadas de Pedro Bernardo. En el siglo XIX se mejoran algunas infraestructuras de comunicación y se trazan proyectos que, de haberse culminado, hubieran dado por fruto un Valle del Tiétar más desarrollado que el que conocemos, como el proyectado y nunca ejecutado ferrocarril que uniría Madrid con la Tierra de Plasencia. 
Uno de los personajes que más contribuyó al desarrollo de Pedro Bernardo en el siglo XIX sería Rufino Martín-Romero, autor de la valiosa Reseña Histórica de la Villa de Pedro Bernardo (1899), quien tras la desamortización de Madoz y Mendizábal promovió la recuperación de las dehesas boyales para el común. Lo hizo mediante la recaudación de una pequeña (o gran) aportación pecuniaria a los vecinos, con la que se encargó de comprar la dehesa a los terratenientes catalanes que la poseían, devolviendo estas tierras a todo el pueblo de Pedro Bernardo para el uso de sus pastos y tierras de labranza. Hasta hoy ha perdurado este régimen de propiedad común, de donde se dice aquello de que «todos los de Pedro Bernardo tienen un trozo de tierra en la Dehesa».[cita requerida]
A mediados del siglo XIX, el lugar tenía contabilizada una población de 2110 habitantes. La localidad aparece descrita en el decimosegundo volumen del Diccionario geográfico-estadístico-histórico de España y sus posesiones de Ultramar de Pascual Madoz de la siguiente manera: 

PEDRO-BERNARDOS: v. con ayunt. de la prov. y dióc. de Avila (10 leg.), part. jud. de Arenas de San Pedro (4), aud. terr. de Madrid (22), c. g. de Castilla la Vieja (Valladolid (30): sit. al S. de una sierra llamada del Cabezo; la combaten todos los vientos, en particular el E. y S.; el clima es templado, y sus enfermedades mas comunes calenturas pútridas é intermitentes. Tiene 680 casas de inferior construccion, casa de ayunt., cárcel, escuela de primeras letras, comun á ambos sexos, á la que concurren 40 alumnos dotada con 1,100 rs., 3 fuentes de buenas y abundantes aguas, de las cuales se utilizan los vec. para sus usos, y una igl. parr. (San Pedro Advíncula), con curato de segundo ascenso y provision ordinaria, y 2 beneficiados curados, el uno propietario y el otro vacante, que levanta las cargas el anterior; tiene 2 ermitas. Ntra. Sra. de la Soledad y San Roque, ambas con culto público á espensas de los fieles; el cementerio está en parage que no ofende la salud pública; y en el sitio que ocupa el rollo se ha hecho un pequeño paseo con algun arbolado. Confina el térm. N. Serranillos y Mijares; E. Gavilanes y Fresnedilla; S. Buenaventura y Sartajada, y O. Royales del Hoyo y la Higuera; se estiende 1 leg. poco mas ó menos en todas direcciones, y comprende bastante monte de pino, encina y roble, mucho viñedo y olivares, y diferentes prados con medianos pastos: le atraviesa el r. Tietar, el que sirve de linea divisoria á este térm. y el de Buenaventura y Sartajada, pueblos ambos de la prov. de Toledo. El terreno es escabroso y de inferior calidad. caminos: los que dirigen á los pueblos limítrofes, en mal estado. El correo se recibe en la adm. de Mombeltran, por balijero. prod.: centeno, poco trigo, mucho vino, aceite, lino, patatas y todo género de hortalizas; mantiene ganado lanar, vacuno y cabrío; cria caza de liebres, conejos, perdices y jabalíes, y pesca de truchas, barbos y anguilas. ind.: la agrícola, 5 molinos harineros, 4 de aceite, una tahona, fáb. de paños comunes, 3 buenos batanes, tintes de todos colores, telares de lienzos, y fáb. de cucharas y husos. comercio: esportacion de aceite y vino, é importacion de trigo, cebada, centeno y jabon. pobl.: 530 vec., 2,110 alm. cap. prod.: 6.399.375 re. imp.: 255,975. ind. y fab.: 45,200. contr.: 41,735 rs., 25 mrs.
(Madoz, 1849, p. 743)

Incendios forestales
El municipio de Pedro Bernardo ha sufrido cuatro grandes incendios forestales en los montes que lo rodean. El primero de ellos, que comenzó en las Cinco Villas, se produjo en 1986 y arrasó aproximadamente 8.000 hectáreas. El incendio se cobró la vida de un concejal de 39 años, miembro de la Comisión de Montes, que colaboraba en las labores de extinción.
El segundo se produjo en 2000, también como el anterior en el monte de la Abantera. Calcinó 3.100 hectáreas y provocó otra víctima moral: un vecino de Lanzahíta —municipio también cercano al foco del incendio— que participaba en una de las cuadrillas para la extinción del fuego. El pueblo tuvo que ser evacuado parcialmente.

El de 2019 se produjo en otra zona, en el monte entre Gavilanes y Pedro Bernardo. Se perdieron aproximadamente 1.400 hectáreas de ambos términos municipales.Tras este incendio se anunció en 2020 el concierto benéfico Pedro Bernardo Siempre Verde para la recaudación de fondos destinada a la limpieza y la reforestación de los montes. Sin embargo, tuvo que ser aplazado hasta el 28 de mayo de 2022 por la pandemia de la COVID-19.

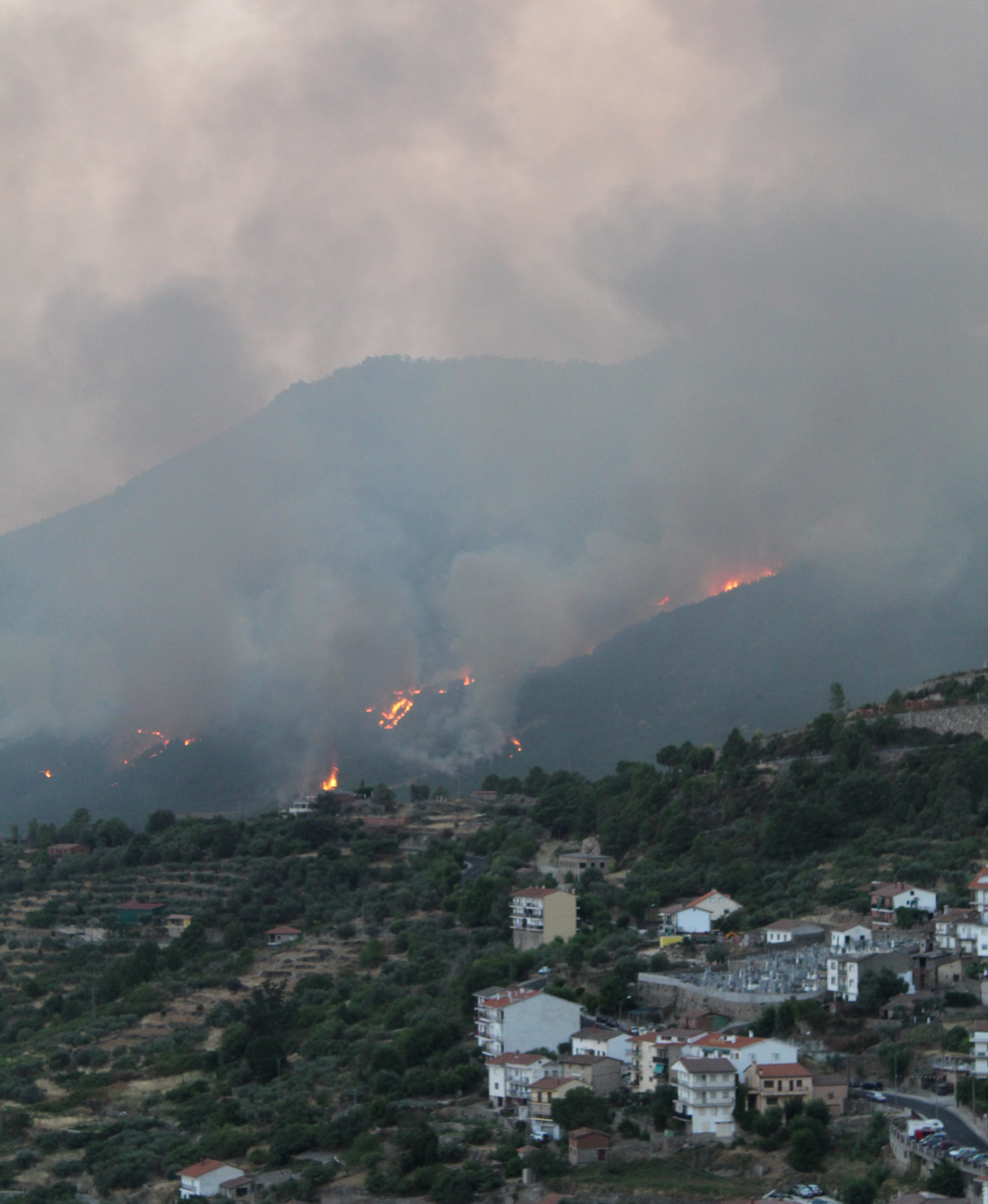
Incendio de 2022

Los artistas que actuaron en el festival fueron Miss Caffeina, Niños Mutantes, Second, Mikel Erentxun, Lori Meyers, Luz Casal, Elyella, Angel Stanich, Anni B Sweet, Kuve y Alis, así como los grupos locales Aldea Sonora, Gustavo Redondo y Emilia, Pardo y Bazán. Tras los conciertos, también participaron varios DJ, entre ellos Virginia Díaz, que ha presentado programas como “180 Grados” (Radio 3) y “Cachitos de Hierro y Cromo”  (La 2) y que pasó parte de su infancia en Pedro Bernardo.
El último se produjo en agosto de 2022. Comenzó en Santa Cruz del Valle y se extendió hacia otros términos municipales como los de Lanzahíta o Pedro Bernardo, volviendo a calcinar el monte de la Abantera. La urbanización El Picadero, que se encuentra a seis kilómetros del pueblo, tuvo que ser desalojada ante el avance del fuego.

## Demografía
Pedro Bernardo cuenta con una población de 758 habitantes (INE 2024).
| Gráfica de evolución demográfica de Pedro Bernardo entre 1842 y 2021                                                  |
| |
| Población de derecho según los censos de población del INE. Población de hecho según los censos de población del INE. |

## Economía

### Agricultura
La agricultura local siempre fue rica en especies y en calidades, debido a las condiciones microclimáticas y a la fertilidad del suelo. La configuración climática y edafológica de Pedro Bernardo permiten el desarrollo de cultivos que van desde el agrícola subtropical hasta el forestal atlántico.
Destaca como principal la higuera, con el higo mirlo o "cuello de dama" como variedad destacada. Otras de las variedades autóctonas es la higuera sayuela. 
Las viñas de uva ligeruela se restringen a la producción doméstica de vino. De su fermentación se obtiene el vino ligeruelo.
Igualmente es importante la industria olivarera de Pedro Bernardo. De su aceituna cornatilla, albar y reondilla, se obtiene el aceite de oliva virgen extra.
Aunque estos cultivos de la vid, el olivo, y la higuera son los más importantes, en Pedro Bernardo se produce además fruta y verdura. En sus campos crecen por igual las cepas de kiwi, los naranjos, limoneros y mandarinos, los granados, almendros y azufaifos, así como los más comunes frutales como melocotoneros, albaricoques, manzanos, ciruelos y perales, o los productores de frutos secos.

### Ganadería
En la cabaña bovina, la variedad autóctona de vacuno "morucho" se ha ido sustituyendo paulatinamente por especies foráneas más selectas de carne y leche, en pequeñas explotaciones en régimen de semiestabulación. Adicionalmente, existen contados rebaños de ovejas y cabras, también para consumo familiar y local. 
En Pedro Bernardo primó siempre la cabaña caprina por la disposición de su orografía y de su vegetación, que creaba condiciones ideales para el pastoreo de cabras. La cabra aprovechaba en el monte recursos que la oveja no podría aprovechar. No obstante, la ganadería ovina fue también de gran peso para la economía local, no tanto por la carne o la leche como por la lana. Como veremos más adelante, la industria de la pañería otorgó a la localidad mucha fama y no menos recursos para subsistir. El ganado vacuno tuvo menos impronta, sin dejar de ser reseñable en la economía cucharera. 

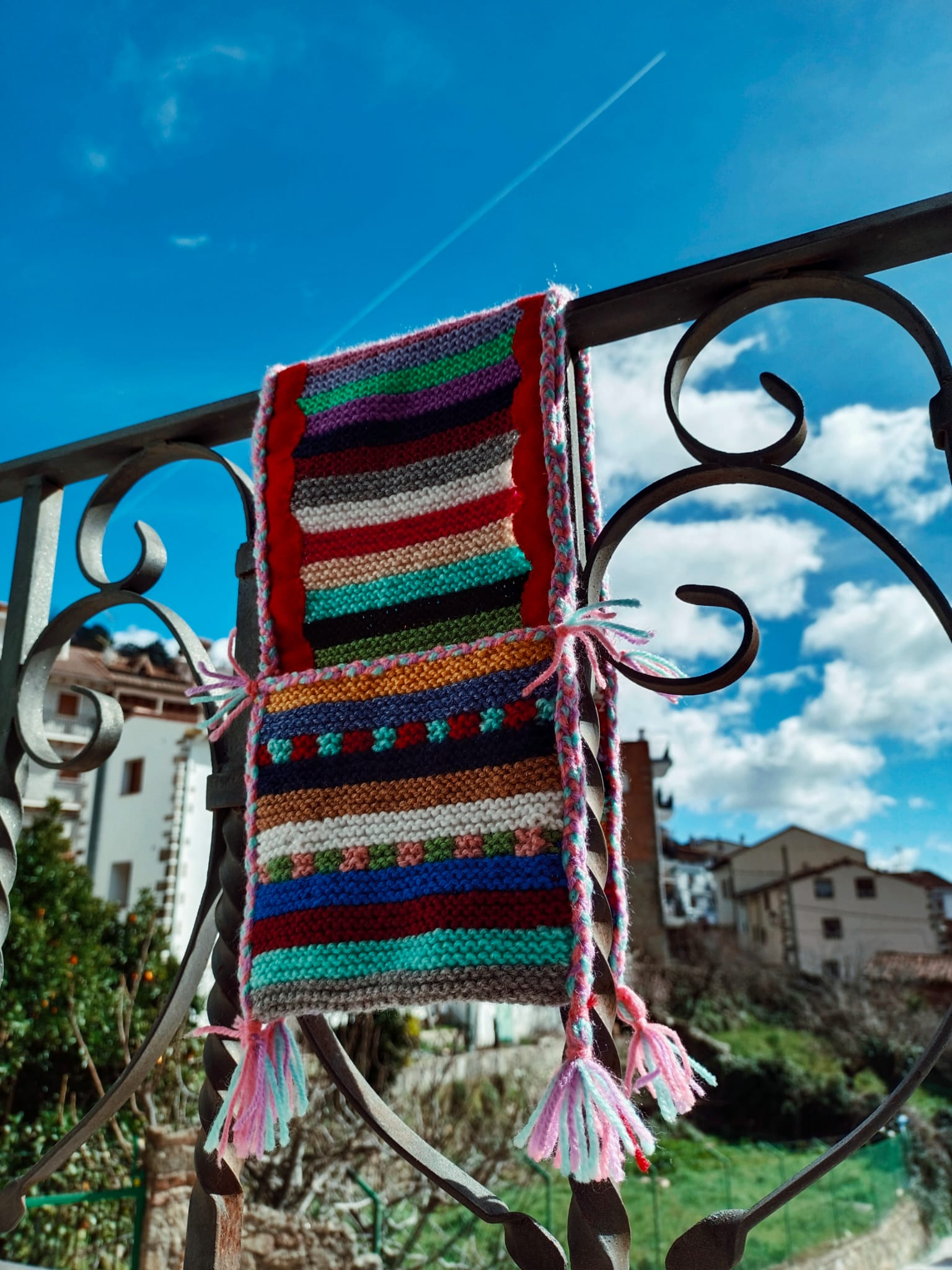
Alforja de lana artesanal típica de Pedro Bernardo

### Artesanía
Antiguamente parece ser que existía cierta habilidad artesana para la fabricación de husos y cucharas de madera, de donde ha quedado a los habitantes el apodo o remoquete de cuchareros.
De mayor importancia fue en un pasado no tan distante la fabricación de mantas de lana y similares, como las alforjas y sombreros bastos tradicionales de la zona. Las nuevas técnicas y la introducción de materias artificiales la llevaron a la desaparición. En la actualidad quedan algunos artesanos que se dedican a la talla de madera o fabricación de productos de cuero, así como un antiguo zapatero (Roberto Cantero Villacastín) que sigue construyendo sencillos rabeles o arrabelillos, como se les llama en el lugar.

## Patrimonio

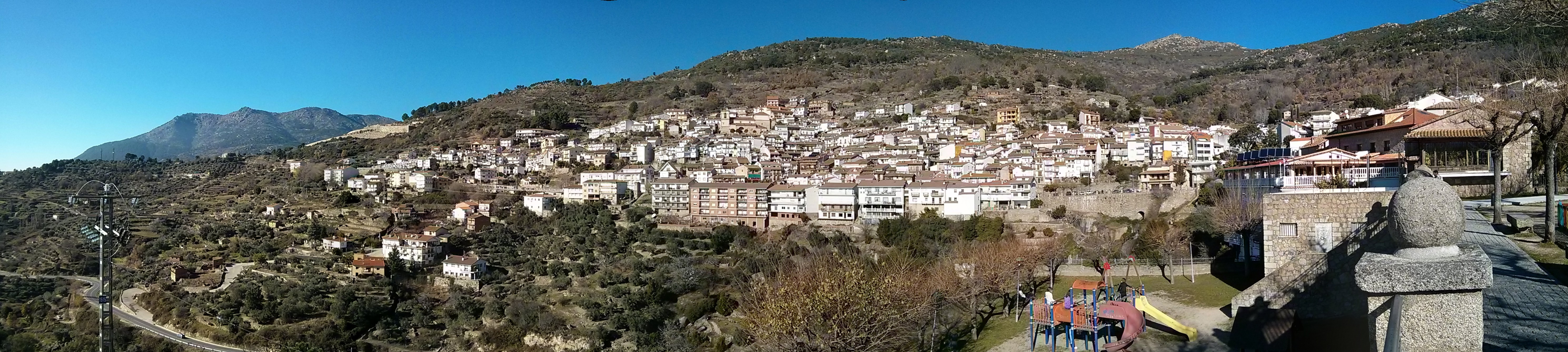
La localidad tiene incoado un expediente de declaración como bien de interés cultural en la categoría de conjunto histórico

Pedro Bernardo cuenta desde 1978 con un expediente incoado para una futura declaración de la localidad como conjunto histórico-artístico.
Remontándose al pasado más remoto, existe un menhir (iv milenio a. C) en la llamada Dehesa de Cantogordo. En este mismo paraje se han constatado un par de yacimientos arqueológicos que atestiguan la presencia de villas romanas, así como un par de pequeños puentecillos medievales, levantados probablemente por orden de la poderosa asociación ganadera conocida como la Mesta.
Antiguo ayuntamiento
El monumento más antiguo del pueblo data del siglo XVI (año 1577). Se trata del antiguo ayuntamiento que se halla en la plaza de Josefa Sánchez del Arco (también llamada Plaza Vieja), casi enfrente del nuevo consistorio. Erigido en sillería, a lo largo del tiempo ha tenido usos muy dispares: pósito, cárcel, consultorio médico, centralita telefónica, escuela y carnicería. Últimamente se utiliza como tanatorio, pese a su céntrica ubicación.

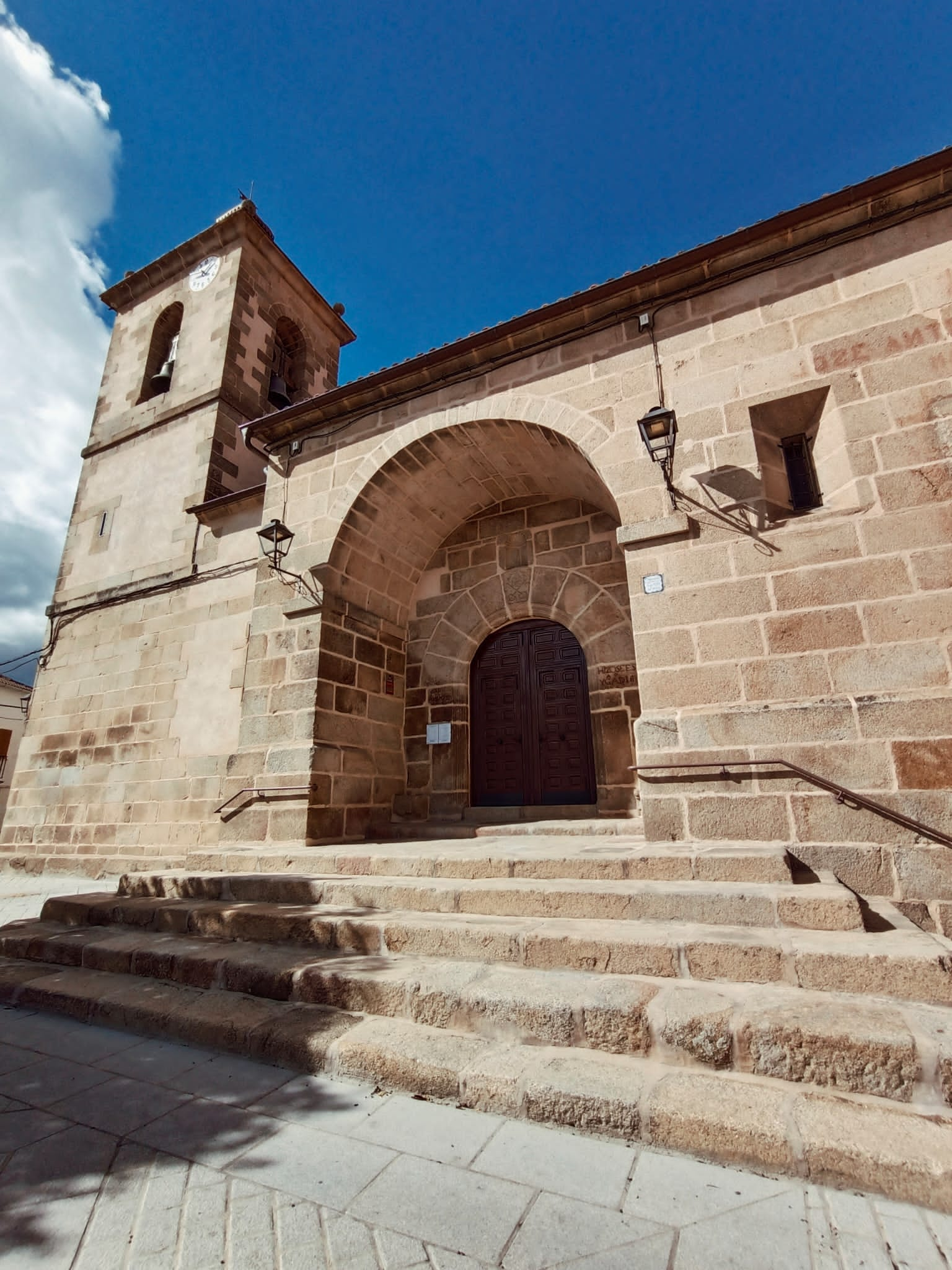
Iglesia de San Pedro Advíncula
La Iglesia de San Pedro Advíncula fue construida en el siglo XVIII sobre una iglesia anterior erigida en 1606. De gran sobriedad, alberga numerosas tallas de diversos santos correspondientes a los siglos XVII y XVIII. En los años 40 se colocó una placa en su fachada principal para homenajear a los caídos del bando nacional en la Guerra Civil con el mensaje “José Antonio Primo de Rivera ¡Presente!” y el símbolo de la Falange Española. En julio de 2008 fue retirada tras aprobarse la orden en el Ayuntamiento.
Plaza de toros de Pedro Bernardo
Antigua plaza en uso desde, al menos, el siglo XVII. Fue reconstruida en 1993 y tiene forma de media luna, con anfiteatro porticado.
Plaza Romano Villalba

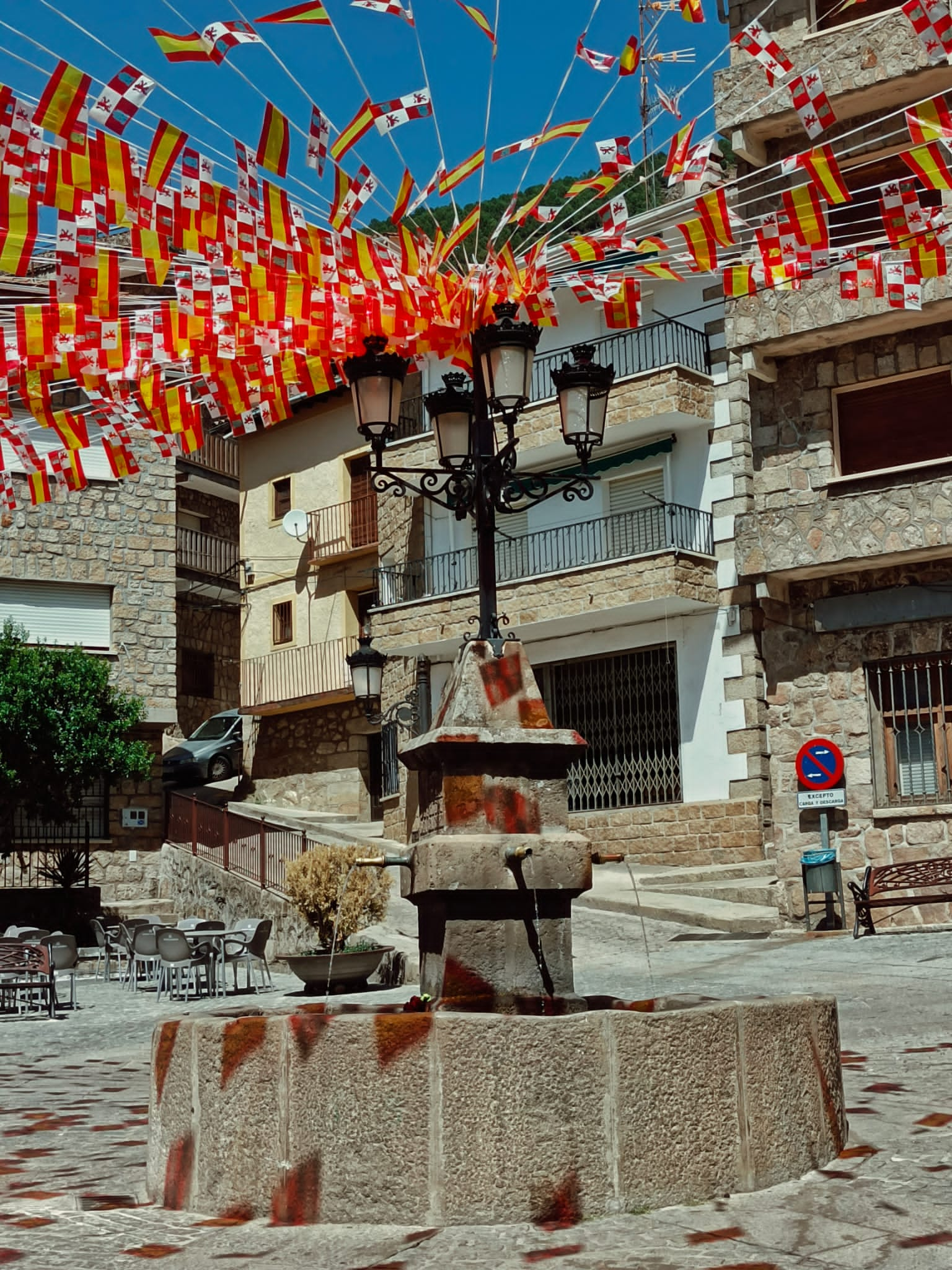
Fuente de los Cuatro Chorros durante las Fiestas de San Roque

Se encuentra en el centro de la localidad y debe su nombre al director de televisión Romano Villalba, que realizó "La casa de los Martínez", serie rodada en Pedro Bernardo. Antiguamente discurría por este lugar el arroyo Casas, que quedó sepultado a consecuencia del ensanche del puente que lo cruzaba: precisamente la antigua existencia de este elementos arquitectónica es el motivo de que la plaza también se conozca como El Puente. En el centro se encuentra Los Chorros: fuente de piedra con un pilón circular y cuatro caños. José Luis Retana sitúa su origen al menos en el siglo XVII, aunque su aspecto actual (a excepción de la farola que se colocó encima de la fuente) se consolidó en 1919.
Ermita de Santa Ana

Se encuentra ubicada en la Cuesta de Santa Ana, en el centro del casco urbano. Aunque la construcción actual data de 1693, es probable que se reedificara sobre los cimientos de otro antiguo templo religioso. De planta cuadrangular y muros de sillería de piedra enfoscada de cal, alberga la imagen de Nuestra Señora de la Soledad (talla barroca del siglo XVIII). Entre los elementos ornamentales más característicos hallamos un arco de medio punto en sillería de granito en el pórtico del edificio, así como una ventana labrada en piedra con una cruz de malta, una rosa hexafoliada y dos pajarillas enfrentadas, elementos recurrentes en la artesanía popular de la zona. 

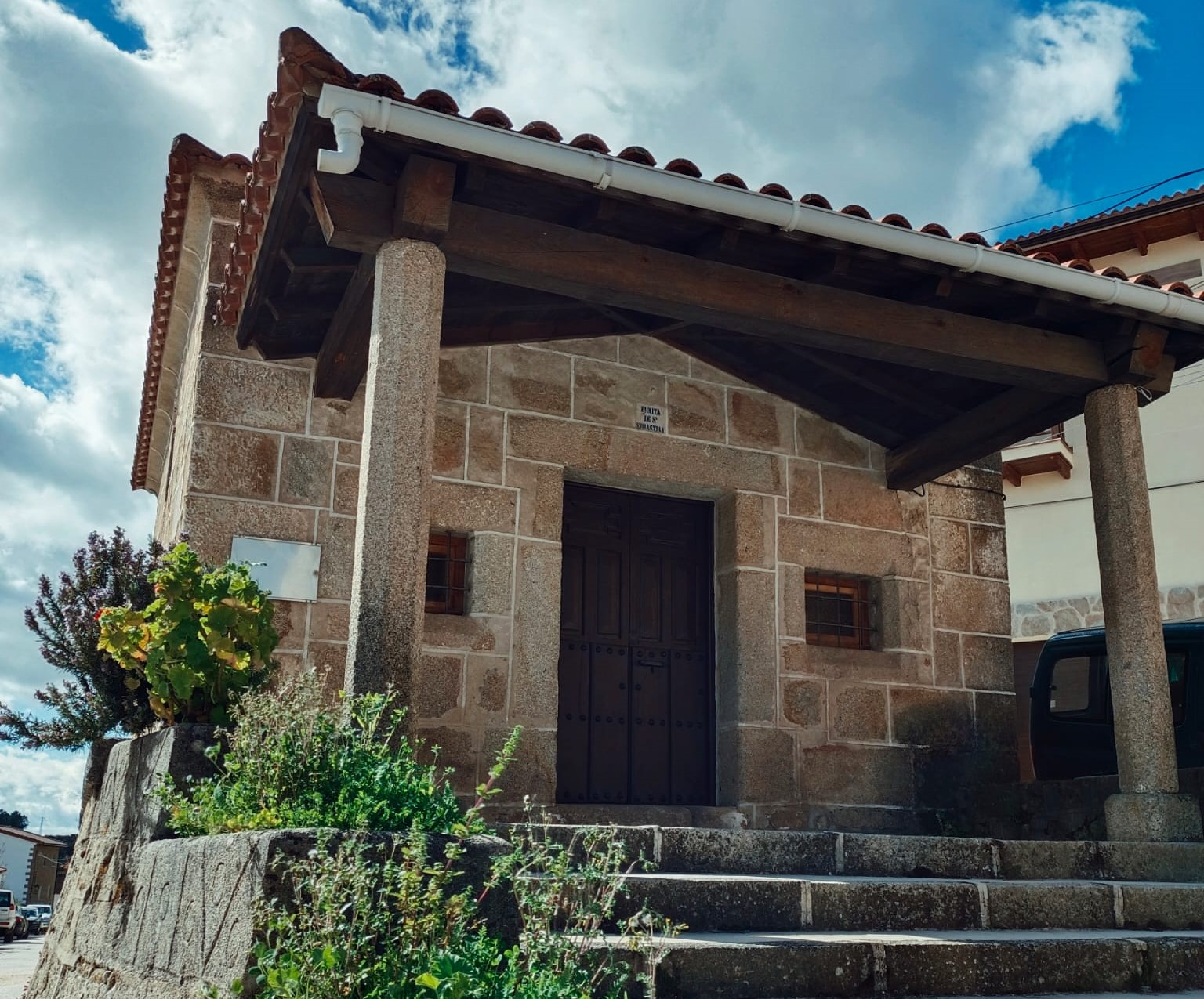
Ermita de San Sebastián
Situada hoy en el Barrio de El Santo, junto al antiguo cementerio consagrado en 1808, la ermita de San Sebastián fue construida a las afueras del municipio a mediados del siglo XVIII. En su interior guarda una pequeña talla de San Sebastián Mártir. El templo, de planta cuadrangular y elevado sobre una peña de piedra hoy oculta y cubierta por una escalera, está porticado con dos sencillas columnas dóricas de granito. 
Museo Etnográfico de Pedro Bernardo
El Museo Etnográfico de Pedro Bernardo abrió sus puertas en 2003 en la calle Baltasar Pascual gracias al Foro de Pedro Bernardo. En 2017 se firmó su cesión al Ayuntamiento y se comenzó a trabajar el traslado de sus 460 piezas a la planta superior del antiguo ayuntamiento, en la plaza de Josefa Sánchez del Arco. Cuenta con cinco secciones dedicadas a escenificar cómo era una vivienda tradicional en el pueblo (el dormitorio y la cocina) y cuáles han sido los oficios destacados de la zona (agricultura, artesanía y resina). No se encuentra abierto al público.
Museo de Escultura en Vidrio Javier Gómez

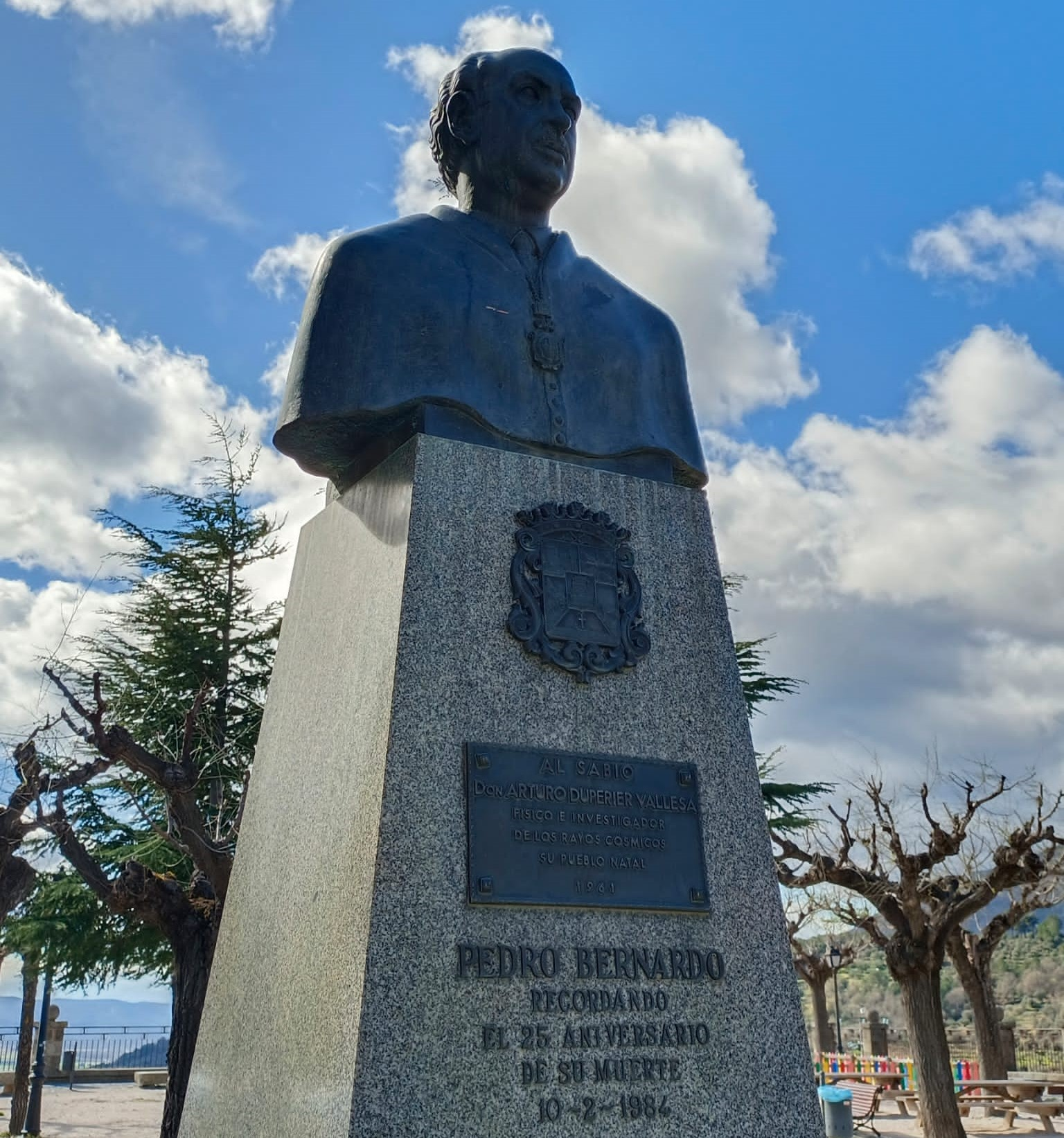
Busto de Arturo Duperier

El Museo de Escultura en Vidrio Javier Gómez (MEVJG) es un proyecto artístico del escultor español que fue inaugurado en 2019. En este espacio, situado frente al Centro Cultural Arturo Duperier, se exponen algunas de las obras de Javier Gómez.
Parque del Rollo
El parque del Rollo tiene una balconada corrida que permite, por la altitud a la que se encuentra el municipio, ver las vistas de la sierra y del Valle del Tiétar. Cuenta con dos monumentos: en el centro del parque, un busto dedicado a Arturo Duperier, físico español que investigó los rayos cósmicos y que nació en esta localidad; en la parte izquierda, un rollo (monolito cilíndrico) construido en 1693, tras adquirir Pedro Bernardo la categoría de villa.

## Fiestas, folclore y tradiciones
- 1 de enero: Hoguera de Quintos (celebración del solsticio de invierno, origen prerromano).
- 20 de enero: Vítor de San Sebastián, fiesta recuperada recientemente. Procesión ecuestre y lúdica en honor del Santo, y bailes populares.
- Carnaval: concurso municipal de disfraces, pasacalles y rondón. Mascarada de invierno de los machurreros (recuperada en 2014).[26]
- Domingo de Resurrección: Día del Pastel.
- 1 de mayo: feria de La Asomadilla (recuperada en 2010).
- Del 13 al 20 de agosto aproximadamente: Fiestas patronales de San Roque. La noche del 14 de agosto se celebra el tradicional rito gastronómico conocido como el pote. Los habitantes de Pedro Bernardo se reúnen en “cerrillos” (nombre con el que se conoce a los callejones del municipio) para preparar y degustar calderos de patatas guisadas con diversos ingredientes. Esta tradición también se realiza la noche del 13 de septiembre, durante las fiestas del Cristo de la Vera Cruz.[10]
- Del 13 al 17 de septiembre aproximadamente: Fiestas del Cristo de la Vera Cruz, patrón del pueblo.
- 1 de noviembre: Calbotá (Fiesta de las Castañas).

## Premios Arturo Duperier
Los Premios Arturo Duperier son unos galardones entregados por la localidad de Pedro Bernardo a personalidades del mundo del deporte, el periodismo, el medio ambiente y las ciencias; deben su denominación al físico español, Arturo Duperier, que nació en este municipio. La ceremonia se celebra anualmente (su primera edición tuvo lugar en 2021) en el centro cultural del pueblo (que también lleva el nombre del investigador abulense) y cuenta con cuatro categorías: Comunicación, Deportes, Medio Ambiente y Mejor Expediente Académico de Ciencias de la Universidad Complutense de Madrid. En cada edición se entregan siete premios: cuatro a personalidades del ámbito nacional y tres del provincial (en este último caso se prescinde del galardón a Mejor Expediente Académico).

### 2021
La primera edición de los Premios Arturo Duperier de Pedro Bernardo se celebró el 23 de octubre de 2021. La encargada de conducir el acto fue la periodista Paula Sainz-Pardo, presentadora del Canal 24 Horas y “Saber Vivir” y que está vinculada a la localidad. En la gala también participaron como ponentes David Segovia, alcalde de Pedro Bernardo; María Eugenia Duperier, hija del físico y marquesa de Goubea, y Francisco González Redondo, doctor en Filosofía y Matemáticas.
| Galardonados 2021    | Comunicación   | Deportes                      | Medio Ambiente                                  | Mejor Expediente Académico de Ciencias de la UCM |
| -------------------- | -------------- | ----------------------------- | ----------------------------------------------- | ------------------------------------------------ |
| Premios nacionales   | Vicente Vallés | Gabriel Luis Fernández (Gabi) | Félix Rodríguez de la Fuente (a título póstumo) | Irene Gil Cabezas                                |
| Premios provinciales | Virginia Díaz  | Andrea Jiménez                | Representantes de las Brigadas contra incendios |                                                  |

### 2022
La segunda edición de los Premios Arturo Duperier de Pedro Bernardo se celebró el 29 de octubre de 2022. En la gala volvieron a participar David Segovia, María Eugenia Duperier y Francisco González Redondo, aunque la encargada de conducir el acto esta vez fue la periodista Virginia Díaz, presentadora de programas como “180 Grados” y “Cachitos de Hierro y Cromo”.
| Galardonados 2022    | Comunicación      | Deportes                       | Medio Ambiente                                                                            | Mejor Expediente Académico de Ciencias de la UCM |
| -------------------- | ----------------- | ------------------------------ | ----------------------------------------------------------------------------------------- | ------------------------------------------------ |
| Premios nacionales   | Iker Jiménez      | Sandra Sánchez                 | Luis Gómez Gozalo, por fomentar el deporte en la naturaleza                               | Antonio Acuaviva Huertos                         |
| Premios provinciales | Paula Sainz-Pardo | Félix Bardera Sierra (Felines) | Jesús González de la Cruz, por su compromiso con la repoblación forestal y la apicultura. |                                                  |

### 2023
La tercera edición de los Premios Arturo Duperier de Pedro Bernardo se celebró el 11 de noviembre de 2023. La gala volvió a contar con la presencia de los ponentes David Segovia, María Eugenia Duperier y Francisco González Redondo, aunque el encargado de presentar el acto fue el director de radio de Única FM, Jesús Olmedo.
| Galardonados 2023    | Comunicación                            | Deportes           | Medio Ambiente                               | Mejor Expediente Académico de Ciencias de la UCM |
| -------------------- | --------------------------------------- | ------------------ | -------------------------------------------- | ------------------------------------------------ |
| Premios nacionales   | Pepe Domingo Castaño (a título póstumo) | Iker Casillas      | Joaquín Araujo Ponciano                      | Ander Artola Velasco                             |
| Premios provinciales | Elena Sánchez Sánchez                   | Borja Jiménez Sáez | Francisco Romano Jara, agente medioambiental |                                                  |

Polémica del Premio de Comunicación
El Premio Arturo Duperier de Comunicación de 2023 iba a ser entregado al periodista Jordi Évole, pero la Junta de Gobierno Local decidió retirar el galardón por tres votos a favor, uno en contra y una abstención. El alcalde de la localidad, David Segovia, informó de la medida a través de un bando del Ayuntamiento y alegó que esta no se debía al contenido del documental “No me llame Ternera” (que aún no se había emitido), sino a las declaraciones del periodista en una rueda de prensa en la que calificaba a Josu Ternera como un “fanático terrorista” y no un “asesino”.
Jordi Évole reaccionó ante la noticia en su cuenta de X haciendo referencia a que aún no habían visto el documental y a “la cultura de la cancelación”. Las periodistas Virginia Díaz y Paula Sainz-Pardo, que iban a presentar la tercera edición de los premios, hicieron público un comunicado en el que rechazaban la decisión y anunciaban que no participarían en la gala (la nota también estaba firmada por Elena Sánchez, que sí asistió a la ceremonia para recibir el premio provincial de Comunicación).
El Premio Arturo Duperier nacional de Comunicación fue entregado finalmente a título póstumo a Pepe Domingo Castaño.